# Microcarbo serventyorum
 Microcarbo serventyorum, comúnmente denominado cormorán de Serventy, es una especie extinta de pequeño cormorán del Holoceno en Australia. Fue descripta por Gerard Frederick van Tets a partir de material esquelético subfósil (una pelvis con partes del fémur y algunas vértebras caudales) halladas en 1970 en un pantano de turba en Bullsbrook, Australia Occidental. Las características de la pelvis indican que esta ave se alimentaba en humedales confinados tales como pantanos con vegetación densa, pequeños ojos de agua y arroyuelos. La designación específica hace referencia a los hermanos Dominic y Vincent Serventy por sus contribuciones al conocimiento de los cormoranes australianos.